# Facha: cómo funciona el fascismo y cómo ha entrado en tu vida
Facha: cómo funciona el fascismo y cómo ha entrado en tu vida (título original: How Fascism Works: The Politics of Us and Them; en español: Cómo funciona el fascismo: la política de nosotros y ellos), es un libro de no ficción de 2018 de Jason Stanley un profesor de filosofía de la Universidad de Yale. El autor, hijo él mismo de padres refugiados de la Alemania nazi, describe las estrategias que se estarían empleando por algunos gobiernos. 
El libro fue reeditado en 2020 con un nuevo prefacio, en el cual el autor describe que nuevos eventos globales refuerzan su preocupación de que hay una nueva retórica fascista brotando con fuerza entre políticos de todo el mundo.
El libro fue traducido y publicado en español en 2020.

## Contenido
Stanley se enfoca en la retórica y la propaganda políticas, temas que ya había tratado en libros anteriores como: Knowledge and Practical Interests (El conocimiento y los intereses prácticos), Language in Context, Know How (El lenguaje en contexto, saber cómo) y el galardonado How Propaganda Works (Cómo funciona la propaganda).
El autor se considera un testigo de las «consecuencias del fascismo», a través de las experiencias de sus padres que debieron huir del Holocausto judío. Stanley perdió a sus tíos y primos, todos asesinados en Polonia oriental en la campaña de Hitler de 1941. El autor identifica como pilares de la política fascista el profundizar la división entre «nosotros» y «ellos», negando la igualdad entre las personas y utilizando una cultura de victimización, y sobre todo, de incitar temores sexuales en los varones heterosexuales. Estrategias que incluyen socavar la credibilidad de periodistas y reporteros, promover el antiintelectualismo, usar la propaganda política, esparcir teorías conspirativas, dejando que el miedo y la ira se apoderen del «debate razonado», y luego apelar a soluciones de «ley y orden». Stanley describe cómo uno de los sellos distintivos de este fascismo es la «política de la jerarquía», una creencia basada en una supuesta superioridad determinada biológicamente, mediante la cual los fascistas se esfuerzan por recrear un pasado «mítico» y «glorioso», excluyendo a aquellos que creen que son seres inferiores debido a su origen étnico, creencia religiosa o raza.

## Reseñas
Según una reseña de The New York Times, el libro de Stanley es un «libro delgado» que «pasea a través de décadas y continentes" afirmando que Donald Trump «se parece a otros suministradores de ultranacionalismo autoritario». En general, el diario neoyorquino hizo una valoración mixta del libro.
The New Yorker escribió que How Fascism Works es un libro popular porque, aunque fue escrito por un «filósofo académico», éste «priorizó los eventos de actualidad por  encima de los silogismos» (lógicos) y «abarcó con amplitud el tema, citando la psicología experimental, las teorías legales, así como los blogs neonazis».
The Guardian «evalúa positivamente el libro», citando al autor, quien expresó que una de las «ironías de la política fascista» es que incluye la «normalización del mito fascista» de modo que hablar de fascismo resulte «extravagante». La política fascista nos permite «tolerar lo que alguna vez fue intolerable al hacer que parezca que así es como siempre han sido las cosas». En tanto la palabra «fascista» se interpreta como si fuera una falsa alarma de «¡cuidado, ahí viene el lobo!».
The Times Literary Supplement (TLS), le dio al libro una calificación mixta, así escribió que How Fascism Works pertenece a una «ola de artículos, libros y editoriales» que nos advierten del «regreso del fascismo», que incluye Fascism: A warning (Fascismo: una advertencia) de Madeleine Albright, On Tyranny (Sobre la tiranía) de Timothy Snyder, When The Mob Gets Swayed (Cuando la mafia se deja influir) con contribuciones de Paul Neuborn y The Dangerous Case of Donald Trump (El peligroso caso de Donald Trump) con contribuciones de John Gartner. Se menciona que el libro de Jason Stanley apunta hacia varios países, como Filipinas, Ruanda, Birmania, Brasil, Rusia, Hungría, Polonia y Estados Unidos, como naciones «afectadas por una política fascista».